# Otiñano
Otiñano es un concejo de la Comunidad Foral de Navarra (España) perteneciente al municipio de Torralba del Río.  

## Descripción
Enclavado en el valle de la Berrueza, aunque administrativamente pertenece a Torralba del Río, está situado al oeste de Navarra y muy próximo a la provincia de Álava. Sus coordenadas geográficas son 42° 37' 37" Norte, 2° 17' 52" Oeste. Administrativamente pertenece a Torralba del Río, una población que se encuentra a unos 4 kilómetros de distancia por carretera.

## Demografía
Cuenta con una población estable de aproximadamente 15 habitantes, cifra que puede aumentar hasta el centenar en los meses de verano.

## Historia
Otiñano fue lugar de señorío nobiliario, y perteneció a la Berrueza hasta 1456. Pocos años después la princesa Leonor entregó todo su término municipal a Torralba del Río en cumplimiento de alguna deuda. En el momento del traspaso se encontraba despoblado y en el acuerdo se estableció como condición que aunque el pueblo volviera a poblarse, cosa que sucedió, sus vecinos estarían siempre sometidos a la jurisdicción de la localidad vecina.

## Arte y cultura

### San Martín de Tours
La Iglesia de San Martín de Tours de Otiñano es de origen románico y fue reformada en el siglo XVI y ampliada en el XVII. Del templo originario sólo se conservan un capitel, reaprovechado en el pórtico de la entrada, y la pila bautismal. Construida en sillar y sillarejo, tiene planta de cruz latina, con nave única. Sus dos primeros tramos se cubrieron con bóvedas góticas, de crucería estrellada en los pies y cuatripartita en el tramo anterior, en el siglo XVI. En el siglo XVII se añadieron al templo el crucero, la capilla mayor y la capilla de la Virgen del Pilar, cubriendo el tramo central del crucero con bóveda de arista y el resto con bóveda de medio cañón con lunetos. A sus pies se levanta la torre, de estilo herreriano, levantada también en el siglo XVII.
En su interior la iglesia alberga varios retablos barrocos de la primera mitad del siglo XVIII, una talla expresivista de San Martín Obispo, del siglo XVI, y una pila bautismal románica de piedra, de época medieval.
Arquitectura civil
Aparte de las armas de los Maeztu que están fechadas en el año 1804, puede mencionarse la casa del Obispo, construida a comienzos del siglo XIX en estilo neoclásico, a cuya fachada se adosa una hornacina con el busto de Don Ramón Fernández de Piérola, obispo de La Habana, Ávila y Vitoria, muerto en el año 1904.
Esparcimiento
Las fiestas patronales en honor de la Virgen del Pilar se celebran el 12 de octubre.exto

### Lavadero
Gracias a la aportación del vecino ilustre de Otiñano, el obispo Ramón Fernández de Piérola y López de Luzuriaga (1829-1904), se pudo realizar en 1906 el lavadero, la fuente y el abrevadero y en 1911 la traída de las aguas. Además de estas obras también se construyó la casa del maestro y antigua escuela, en cuya fachada hay un busto en recuerdo del benefactor.
El lavadero fue restaurado en el año 2006, siendo inaugurado durante las fiestas patronales de la Virgen del Pilar el 12 de octubre de 2006. Su cesión al Concejo por parte de la familia Fernández de Piérola junto con el abrevadero y la fuente, posibilitaron estas obras de restauración en las que se ha colocado una nueva cubierta de madera de pino al lavadero y varios pilares de este mismo material con rejillas. En 2010 se embelleció la fachada de piedra y el exterior del lavadero.